# Рембрандт. Я обвиняю!
«Рембрандт. Я обвиняю!» (Rembrandt’s J’accuse...!) — фильм-расследование Питера Гринуэя, посвящённый истории картины Рембрандта «Ночной дозор». Является своего рода продолжением предыдущего фильма Гринуэя «Ночной дозор» (2007). Название фильма отсылает к знаменитой статье Эмиля Золя «Я обвиняю» (фр. «J’accuse»). Международная премьера состоялась 4 октября 2008 года на международном кинофестивале в Пусане, Южная Корея.
Бытуют разные мнения по поводу достоверности и недостоверности данного фильма, исследователи искусства сходятся на том, что фильм является большой конспирологической теорией, не имеющей ничего общего с реальностью. Одной из точек зрения является мысль о том, что данная картина вкупе с предыдущей работой автора "Тайны ночного дозора" (2007) является сатирой на псевдодокументальные фильмы, которые паразитируют на произведениях искусства, а также своего рода обвинением современного зрителя в неумении отличить настоящее произведение искусства от проходного фильма.

## Сюжет
В фильме раскрываются события, которым посвящена картина «Ночной дозор», показаны мотивы, имена заговорщиков и убийц, улики и последствия, к которым привели эти события.

## В ролях
| Актёр                           | Роль                                         |
| ------------------------------- | -------------------------------------------- |
| Питер Гринуэй / Peter Greenaway | Следователь                                  |
| Мартин Фримен / Martin Freeman  | Рембрандт ван Рейн / Rembrandt van Rijn      |
| Ева Бёртистл / Eva Birthistle   | Саския ван Эйленбург / Saskia van Uylenburgh |
| Джоди Мэй / Jodhi May           | Гертье Диркс / Geertje Dircx                 |
| Эмили Холмс / Emily Holmes      | Хендрикье Стоффелс / Hendrickje Stoffels     |